# Aramo (plaats)
Aramo is een bestuurslaag in het regentschap Nias Selatan van de provincie Noord-Sumatra, Indonesië. Aramo telt 575 inwoners (volkstelling 2010).